# Aviation commerciale

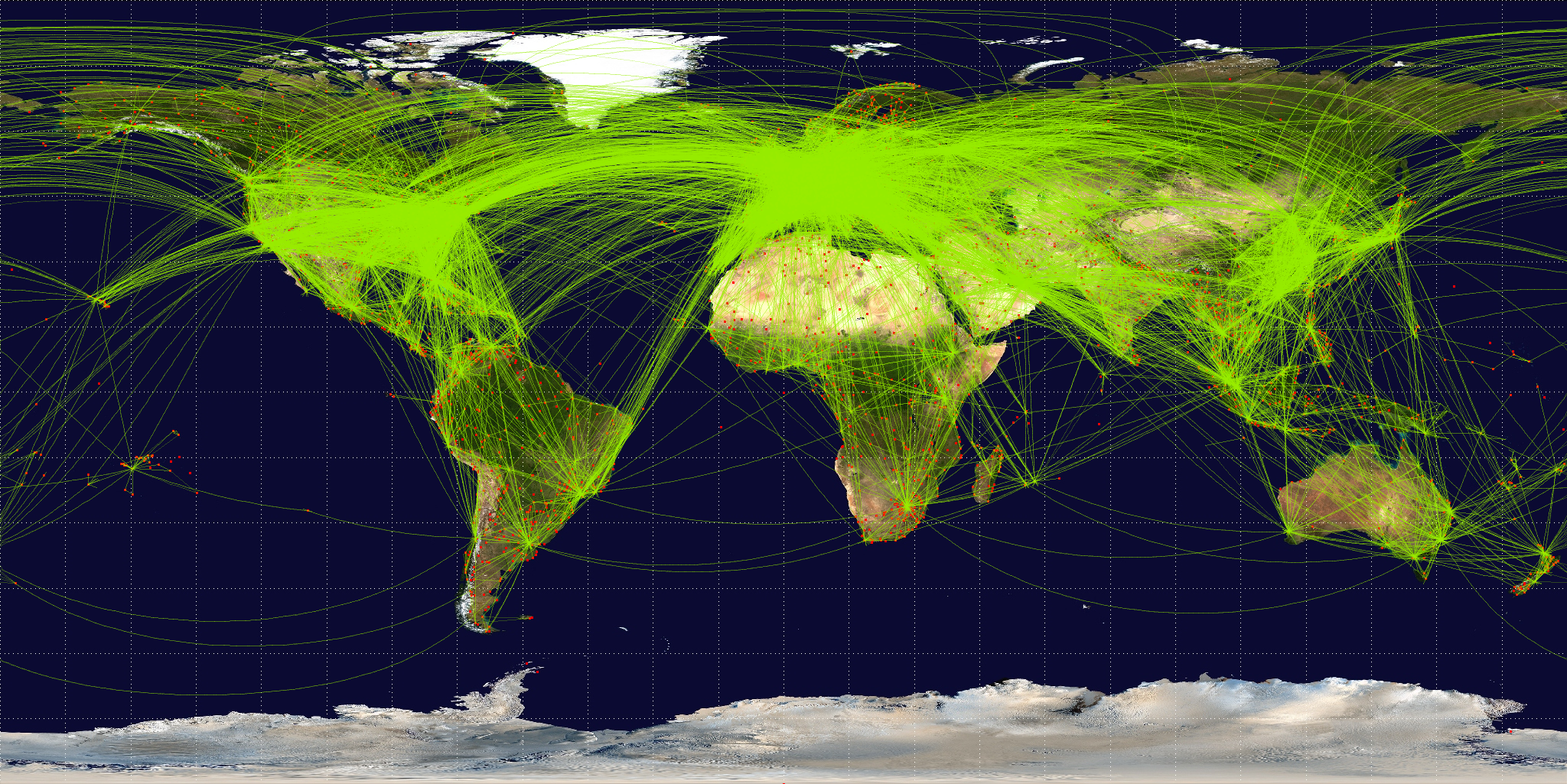
Carte de l'itinéraire du trafic aérien commercial régulier du monde, 2009

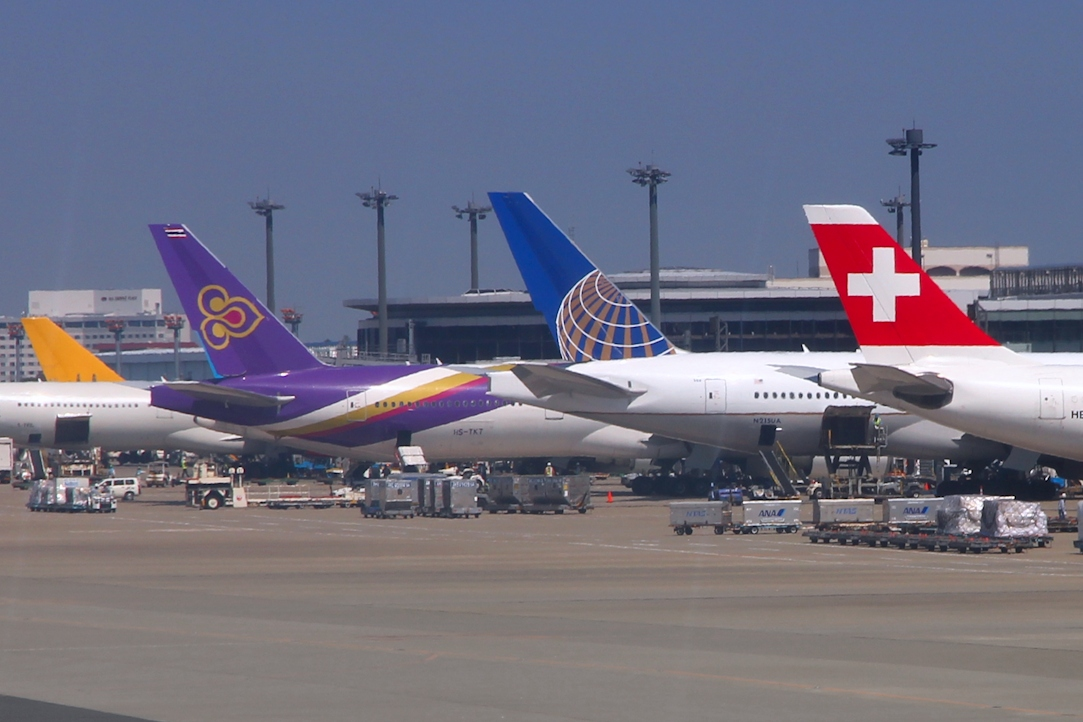
Variété d'avions de ligne commerciaux à l'aéroport de Tokyo Narita

L'aviation commerciale est la partie de l'aviation civile (à la fois l'aviation générale et les services aériens réguliers) qui implique la location d'avions pour le transport de passagers ou de multiples charges de fret. 

## Histoire

### Origines
La loi américaine sur le commerce aérien de 1926 (en) a commencé à régulariser l'aviation commerciale en établissant des normes, une facilitation et une promotion aux États-Unis. Une branche aéronautique a été créée au sein du département américain du Commerce avec William P. MacCracken, Jr. (en) comme directeur. Pour promouvoir l'aviation commerciale, il a déclaré aux maires des villes que « les communautés sans aéroports seraient des communautés sans avion ». 

Écrivant pour Collier's en 1929, il a noté que « l'aviation commerciale est la première industrie inspirée par le culte des héros et construite sur les héros ». Il a cité la promotion en Amérique du Sud par Herbert Dargue (en) au début de 1927. Après son vol transatlantique, Charles Lindbergh a fait le tour des 48 États payés par la Fondation Guggenheim pour la promotion de l'aéronautique (en). À partir de ce moment, l'aviation commerciale américaine a décollé :
« Pendant plusieurs semaines les routes ont été embouteillées tous les dimanche par des automobilistes essayant de se rendre à Lambert Field, le port d'attache de Lindbergh à Saint-Louis (Missouri), pour acheter leur premier avion. Des centaines de milliers d'entre vous ont pris de l'altitude pour la première fois[pas clair] cet été-là ».
 La Direction américaine de l'aéronautique a été chargée de délivrer des licences de pilotes professionnels, des certificats de navigabilité et d'enquêter sur les accidents aériens.

### L'aviation d'après-guerre

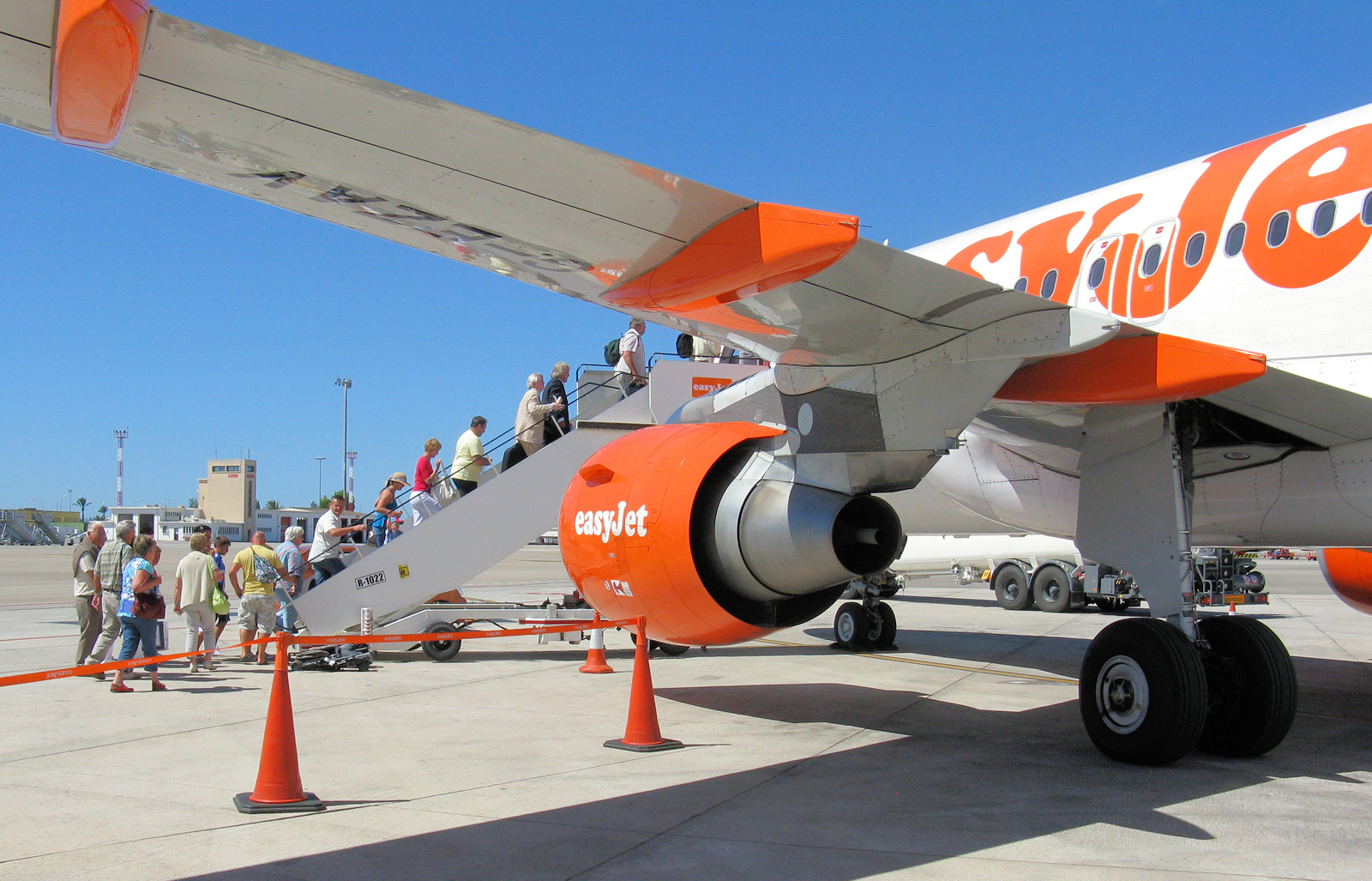
Une scène d'aviation commerciale à Palma, l'aéroport de Majorque, Espagne. Les passagers à bord d'un EasyJet Airbus A320 (2010)

Après la Seconde Guerre mondiale, l'aviation commerciale s'est développée rapidement, utilisant principalement des avions ex-militaires pour transporter des personnes et du fret. L'expérience utilisée dans la conception de bombardier lourds tels que le B-29 et l'Avro Lancaster pourrait être utilisée pour la conception d'avions commerciaux lourds. Le DC-3 a également permis des vols commerciaux plus faciles et plus longs.  
Le premier avion de ligne commercial à voler a été le British de Havilland Comet.  
En 1952, la compagnie aérienne d'État britannique BOAC avait introduit la Comet en service régulier. Bien qu'il soit une réussite technique, l'avion a subi une série de défaillances très publiques, comme la forme des fenêtres [réf. nécessaire] conduit à des fissures dues à la fatigue du métal.  
La fatigue a été causée par des cycles de pressurisation et de dépressurisation de la cabine, et a finalement conduit à une défaillance catastrophique du fuselage de l'avion. [réf. nécessaire] Au moment où les problèmes ont été surmontés, d'autres conceptions d'avion de ligne à réaction avaient déjà pris leur envol. 

## L'aviation en Amérique latine

### Jusqu'aux années 50
Inspiré par les principaux acteurs tels que les États-Unis, l'Union soviétique, la Russie, la France et la Grande-Bretagne dans l'industrie aéronautique. Dans les années 1910, le Brésil et l'Argentine ont été l'un des premiers pays d'Amérique latine à posséder les instruments d'avion qui n'étaient pas tous fabriqués localement, mais l'avion était localement rassemblé.  
À cette époque, de nombreuses personnes souhaitaient être pilotes dans les pays d'Amérique latine, mais il n'y avait pas suffisamment de ressources et de financement pour soutenir et promouvoir les meilleurs intérêts de l'industrie aéronautique.  
Au milieu de ces obstacles, l'Argentine et la République dominicaine ont fait des efforts pour créer l'aviation à réaction plutôt que pour créer et utiliser des avions à hélices.  
En 1944, la Convention de Chicago sur l'aviation civile internationale à laquelle ont participé tous les pays d'Amérique latine, à l'exception de l'Argentine, a rédigé les clauses du droit de l'aviation.  
L'introduction du chasseur à réaction F-80 par les États-Unis en 1945 a poussé les pays d'Amérique latine encore plus loin du développement de l'industrie aéronautique car il était tout simplement coûteux de recréer la technologie sophistiquée du F-80. 

### Années 70
La Commission latino-américaine de l'aviation civile (LACAC) a été créée en décembre 1973 « dans le but de fournir aux autorités de l'aviation civile de la région un cadre adéquat pour la coopération et la coordination des activités liées à l'aviation civile ».  
En 1976, environ sept pour cent du monde exploitaient la région d'Amérique latine et des Caraïbes. Cela a contribué à l'augmentation du taux annuel moyen de trafic aérien.  
Par la suite, un facteur d'occupation des passagers plus élevé a déterminé la rentabilité de ces compagnies aériennes. 
Selon C. Bogolasky, les accords de mise en commun des lignes aériennes entre les compagnies aériennes d'Amérique latine ont contribué à une meilleure performance financière des compagnies aériennes. Les problèmes économiques liés à la « réglementation de la capacité des compagnies aériennes, la réglementation des opérations non régulières, l'application des tarifs, les coûts d'exploitation élevés, les tarifs passagers et fret ». 

### Responsabilité sociale des entreprises
La responsabilité sociale des entreprises (RSE) comprend un ensemble de responsabilités d'une organisation envers sa communauté, ses parties prenantes et ses actionnaires. Les organisations socialement responsables remplissent leurs obligations de triple résultat et consacrent des efforts pour minimiser l'impact négatif sur les parties prenantes et les actionnaires.  
Selon La Pyramide de la responsabilité sociale des entreprises d'Archie B. Carroll, il y a quatre étapes de responsabilité sociale :  
1. Premièrement, la responsabilité économique d'une organisation est de générer des profits et de maximiser la croissance d'une organisation.
2. Deuxièmement, la responsabilité juridique d'une organisation doit être conforme à toutes les lois et réglementations.
3. Troisièmement, la responsabilité éthique d'une organisation de créer et de suivre des normes de bonne prise de décision compte tenu de la façon dont elle affecte toutes les parties prenantes.
4. Quatrièmement, la responsabilité philanthropique d'une organisation d'aider la communauté et les parties prenantes en « redonnant ».

L'étendue de l'accomplissement des quatre responsabilités définit la citoyenneté d'entreprise d'une organisation. 
Delta et LATAM Airlines étaient les deux seules compagnies aériennes cotées au Dow Jones Sustainability Index,. LATAM est la seule compagnie aérienne au monde à obtenir des scores de 100 % pour l'efficacité, la fiabilité et la stratégie climatique dans son évaluation de la durabilité de l'entreprise. LATAM promeut sa citoyenneté d'entreprise dans son rapport de développement durable 2016. LATAM est affiliée à 6 pays qui sont l'Argentine, la Colombie, le Brésil, l'Équateur, le Chili et le Pérou. LATAM représente 95 % du trafic aérien sud-américain.
Aux États-Unis, en 2023, à la suite d'un rapport commandé par le Congrès, la FAA devrait mettre à jour ses meilleures pratiques relatives aux troubles induits par l'« utilisation de substances » (alcool, drogues, addictions médicamenteuses) chez les travailleurs critiques de l'aviation (pilotes et agents de bord notamment, que l'on suppose aussi touchés que la population générale du pays par des « abus de substances », soit 15 % des gens environ).